# Foraker River
Der Foraker River ist ein 97 Kilometer langer Fluss im US-Bundesstaat Alaska.

## Flusslauf
Die Quelle des Foraker River befindet sich unterhalb der Gletscherzunge des Foraker-Gletschers an der Nordwestflanke der Alaskakette. Der Foraker River strömt in überwiegend nordnordwestlicher Richtung durch die Tanana-Kuskokwim-Niederung. Dabei mündet der namenlose Abfluss des Straightaway-Gletschers von rechts sowie der Herron River von links in den Fluss. Südlich des Lake Minchumina spaltet sich der Fluss in ein Geflecht von Kanälen auf. Über die Jahre veränderte der Fluss hier immer wieder seinen Flusslauf. Ein Teil des Wassers gelangt über mehrere Flussarme in den See, während ein anderer Teil direkt in dessen Abfluss, den Muddy River, fließt. Aufgrund der Schneeschmelze der Gletscher führt der Fluss in den Sommermonaten die größten Wassermengen.

## Naturschutz
Die obere Hälfte des Flusslaufs liegt innerhalb des Denali-Nationalparks. Die restliche Fließstrecke liegt mit Ausnahme des Mündungsbereichs innerhalb der Denali National Preserve.